# Vadillo Castril
Vadillo Castril est une localité de la commune de Cazorla  située dans la province de Jaén de la communauté autonome d'Andalousie en Espagne.